# Proiezione sinusoidale

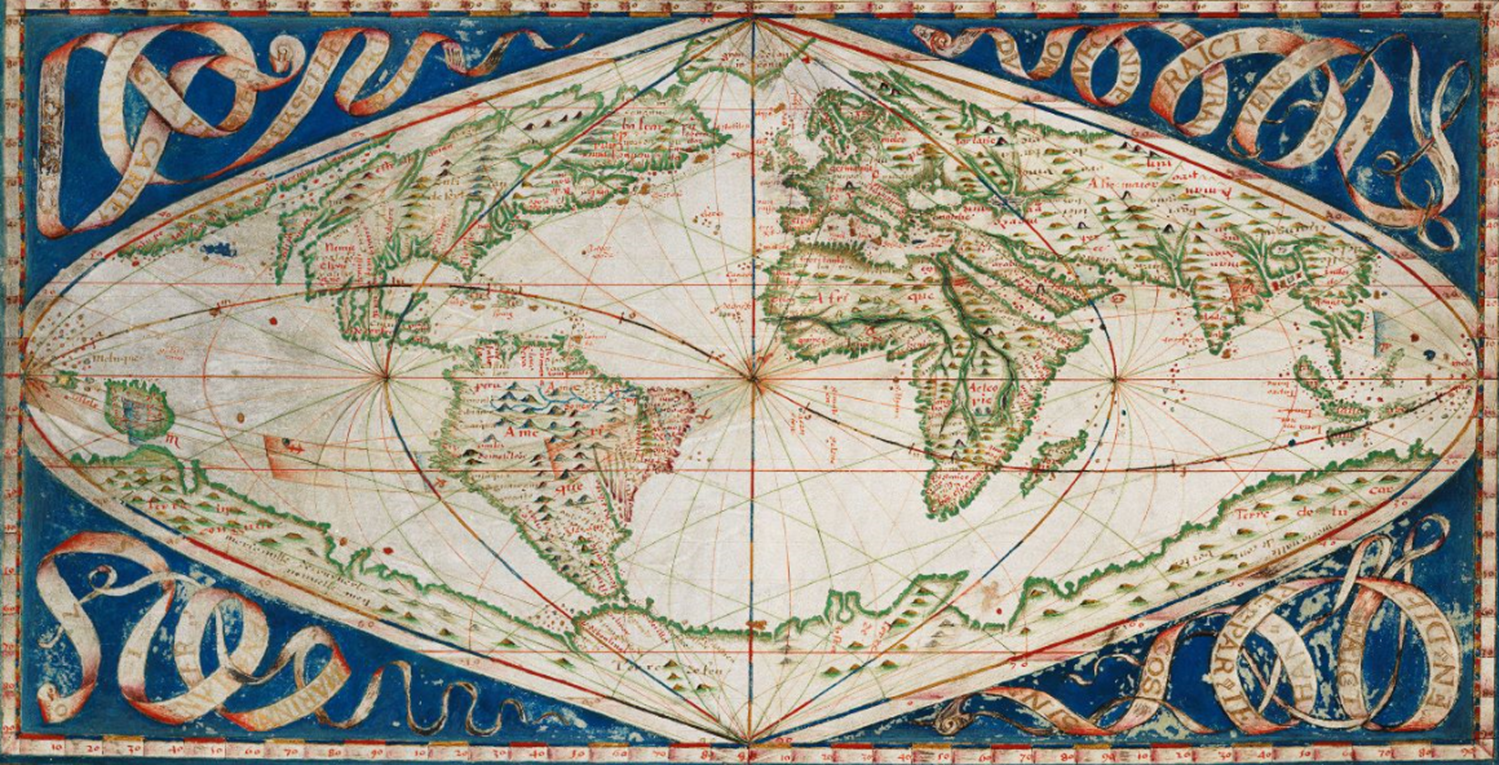
Il planisfero di Jean Cossin, pubblicato a Dieppe nel 1570

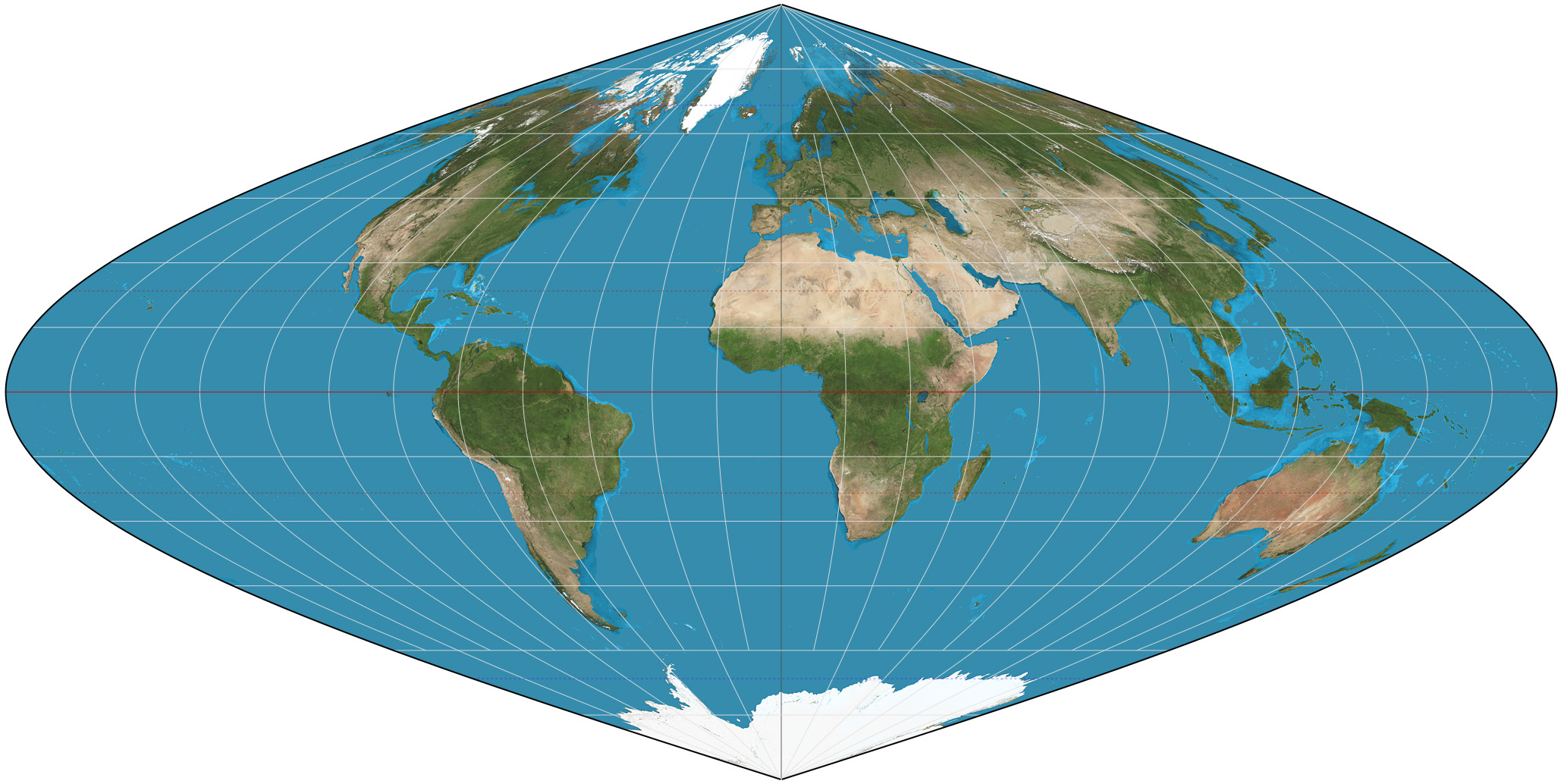
Proiezione sinusoidale della Terra.

Proiezione sinusoidale con indici di deformazione di Tissot

La proiezione sinusoidale  o di Sanson–Flamsteed è una proiezione equivalente (cioè in cui il modulo di deformazione superficiale è unitario e le aree si conservano), la quale rappresenta porzioni di territorio compresi tra due paralleli e due meridiani tramite particolari quadrilateri: le trasformate dei paralleli sono delle rette mentre le trasformate dei meridiani sono degli elementi curvilinei.

## Storia
Jean Cossin della scuola cartografica di Dieppe fu uno dei primi cartografi ad usare questa tecnica, in una carta del 1570. Fu successivamente ripresa da Nicolas Sanson e John Flamsteed. La proiezione sinusoidale, spesso detta di Sanson-Flamsteed, fu adottata per la prima edizione della Carta d'Italia alla scala 1:100.000 (1875) e l'Istituto Geografico Militare ha continuato ad utilizzarla fino al 1948, quando le fu preferita la proiezione di Gauss-Boaga.

## Definizione
La proiezione è definita da:
{\displaystyle x=\left(\lambda -\lambda _{0}\right)\cos \phi }
{\displaystyle y=\phi }
dove {\displaystyle \phi } è la latitudine, {\displaystyle \lambda } è la longitudine, e {\displaystyle \lambda _{0}} è il meridiano centrale.
La scala nord-sud è la stessa in ogni luogo rispetto al meridiano centrale, e quella est-ovest è similare in tutta la mappa; di conseguenza, sulla mappa, come nella realtà, la lunghezza di ogni parallelo è proporzionale al coseno della latitudine, così la forma della mappa di tutta la terra è l'area tra due curve coseniche simmetriche ruotate. La vera distanza tra due punti sullo stesso meridiano corrisponde alla distanza sulla carta tra le due linee parallele, che è minore della distanza tra i due punti sulla mappa. Non si hanno distorsioni sul meridiano centrale o equatore.

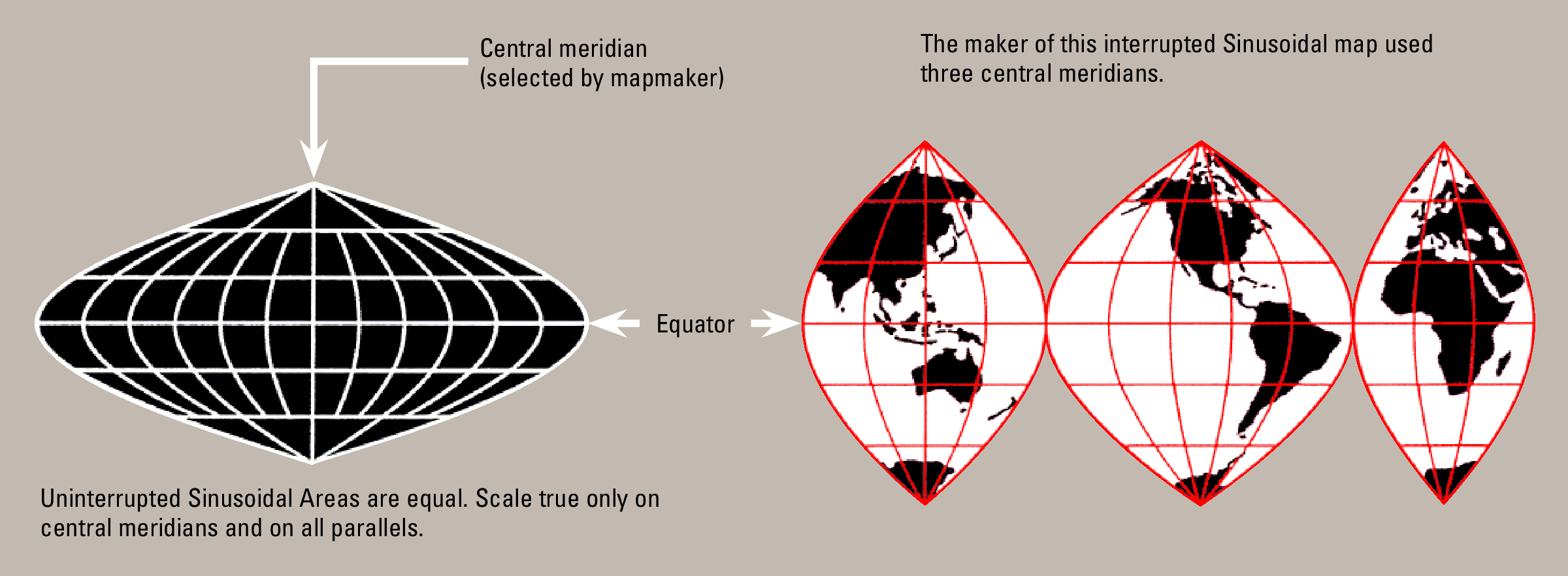
Una proiezione sinusoidale mostra le dimensioni in maniera accurata, distorcendo però forme e direzioni. La distorsione può essere ridotta "interrompendo" la mappa.

Proiezioni simili che avvolgono la parte est e ovest della proiezione sinusoidale attorno al polo nord sono le Werner e le intermedie Bonne e Bottomley.